# Borough of Macclesfield
Macclesfield war ein District mit dem Status eines Borough in der Grafschaft Cheshire in England. Verwaltungssitz war die Stadt Macclesfield, in der rund ein Drittel der Bevölkerung lebte. Weitere bedeutende Orte waren Alderley Edge, Bollington, Knutsford und Wilmslow.
Der Bezirk wurde am 1. April 1974 gebildet und entstand aus der Fusion des Municipal Borough Macclesfield, der Urban Districts Alderley Edge, Bollington, Knutsford und Wilmslow sowie des Rural District Bucklow. Am 1. April 2009 wurde er aufgrund einer Gebiets- und Verwaltungsreform aufgelöst und ging in der neuen Unitary Authority Cheshire East auf.
Koordinaten: 53° 16′ N, 2° 8′ W